# Matsakabanja
Andranomavo is een plaats en commune in het noordwesten van Madagaskar, behorend tot het district Mitsinjo, dat gelegen is in de regio Boeny. Tijdens een volkstelling in 2001 telde de plaats 17.812 inwoners.
Bij de plaats bevindt zich een lokaal vliegveld en een rivierhaven. In de plaats is basisonderwijs en voortgezet onderwijs voor jongeren en ouderen beschikbaar. 24 % van de bevolking werkt als landbouwer, 24 % houdt zich bezig met veeteelt en 20 % verdient zijn brood als visser. Het belangrijkste landbouwproduct is suikerriet; andere belangrijke producten zijn mais, maniok en rijst. Verder is 2% actief in de dienstensector en heeft 30% een baan in de industrie.